# Vân Trang
Nguyễn Ngọc Thùy Trang, thường được biết đến với nghệ danh Vân Trang (sinh ngày 1 tháng 3 năm 1990), là một nữ diễn viên kiêm người dẫn chương trình truyền hình người Việt Nam. Cô được biết đến là một nữ diễn viên thực lực và là gương mặt nổi bật với nhiều vai diễn quan trọng qua các bộ phim điện ảnh và truyền hình.
Năm 2007, đạo diễn Đinh Đức Liêm đặt nghệ danh Vân Trang cho Trang để tránh trùng lặp với diễn viên Thùy Trang. Nghệ danh Vân Trang là sự kết hợp của vai diễn đầu tiên và tên thật của Trang. Xuyên suốt sự nghiệp của mình, Vân Trang có những vai diễn nổi bật như Mai Phương trong Gia đình phép thuật, Hương Giang trong Dù gió có thổi, Mai Châu trong Cô dâu đại chiến, Tuyên Từ Thái hậu trong Thiên mệnh anh hùng và Ý Linh trong Scandal: Bí mật thảm đỏ.

## Tiểu sử
Vân Trang sinh ra và lớn lên tại tỉnh Tiền Giang trong gia đình không có ai theo nghệ thuật. Người đẹp phim Cô dâu đại chiến sinh ra trong gia đình nghèo khó. Thuở nhỏ, Vân Trang quấn quýt theo chân mẹ nên được bà dạy làm đủ việc. Hơn 5 tuổi, cô biết nấu cơm, dọn dẹp, làm việc nhà giúp mẹ. Trang được truyền cảm hứng từ bà về việc dạy con bằng cách để bé tự trải nghiệm.
Cô bắt đầu chuyển lên Thành phố Hồ Chí Minh từ năm học lớp 8, sau này cô được bạn bè “dụ dỗ” thi vào trường Sân khấu - Điện ảnh.

## Sự nghiệp
Vai diễn đầu tiên trong sự nghiệp của Vân Trang là vai Vân trong bộ phim truyền hình Đam mê phát sóng năm 2007. Vân Trang cho biết khi đó diễn viên đóng vai nữ chính đột ngột hủy vai gần sát ngày khai máy. Hay tin, bạn bè chung lớp khuyên cô thử đi casting. Vì tự ti ngoại hình, mặt khác đang là sinh viên chưa có nhiều kinh nghiệm nên cô từ chối. Tuy nhiên, nhờ một người bạn nhiệt tình, qua tận trường chở đi casting nên Vân Trang vô tình lọt vào mắt xanh đạo diễn. Nhờ phim Đam mê, Vân Trang đoạt giải Mai vàng năm 2010. Nữ diễn viên tiết lộ, cô tên thật là Thùy Trang, vì đóng vai Vân trong phim đầu tay nên đạo diễn Đinh Đức Liêm đặt cho cô nghệ danh Vân Trang.
Khi tham gia phim Bọ cạp tím của đạo diễn Trương Dũng, cô đóng vai một tiểu thư nhà giàu, đỏng đảnh, khó ưa. Vì tính tình khác biệt nên hóa thân vào nhân vật không khớp, cô bị đạo diễn Trương Dũng nói thẳng: “Vai như vậy mà cũng không diễn được. Làm vậy mà cũng làm diễn viên”. Tuy ấn tượng ban đầu là thế nhưng sau đó Trương Dũng vẫn mời Vân Trang đóng chính cho phim Ai của mình. Thời điểm đó, nữ diễn viên sinh năm 1990 nhận cùng lúc phim Gia đình phép thuật, Dù gió có thổi, dẫn MC chương trình nên thường không sắp xếp được thời gian khiến đoàn phim nhiều lần dời lịch quay vì mình. Trong lần thứ hai hợp tác, đạo diễn Trương Dũng thẳng thừng nói với Vân Trang: “Nếu như em cảm thấy không thể nào sắp xếp lịch để đi phim này với anh thì đừng nhận lời, anh còn rất nhiều diễn viên”. Câu nói này của đạo diễn khiến Vân Trang vừa buồn vừa tủi. Cô về nhà, ôm mẹ òa khóc. 3 năm sau, cô tiếp tục nhận được lời mời hợp tác từ đạo diễn Trương Dũng trong phim Tình như tia nắng. Rút kinh nghiệm từ lần trước, cô tập trung làm tốt, không nhận bất kỳ dự án nào khác cho đến khi hoàn thành vai diễn. Vân Trang kể, trong phim có một phân cảnh cô phải một mình bơi thuyền giữa sông cái lúc trời khuya. Không ai giúp đỡ, Vân Trang phải tự làm lật thuyền của mình để phục vụ cảnh quay. Hoàn thành cảnh đó trơn tru, đạo diễn Trương Dũng cảm động ôm cô và cảm ơn, ngỏ lời khen ngợi. Đó là khoảnh khắc Vân Trang nhớ mãi trong đời.
Năm 2010, bộ phim Lối sống sai lầm đã đem về cho Trang giải Mai Vàng ở hạng mục "Nữ diễn viên phim truyền hình được yêu thích nhất". Năm 2013, Trang nhận được giải "Nữ diễn viên chính xuất sắc" (vai Ý Linh trong phim Scandal: Bí mật thảm đỏ) tại Liên hoan phim Việt Nam lần thứ 18.
Vân Trang sinh sống và hoạt động tại Thành phố Hồ Chí Minh. Ngoài công việc diễn viên, Trang làm chủ tiệm spa mang tên "Garden Spa". 
Năm 2018, Trang lần đầu tiên lấn sân sang lĩnh vực nhà sản xuất khi tham gia dự án phim Thạch Thảo của đạo diễn Mai Thế Hiệp.
Đặc biệt, Vân Trang từng là một trong các thành viên ban giám khảo của Liên hoan phim Việt Nam 2015 ở hạng mục phim truyền hình và cũng đang giữ kỷ lục là thành viên ban giám khảo trẻ nhất lịch sử trong suốt các kỳ của Liên hoan phim Việt Nam hiện nay.

## Đời tư
Trang có chồng là doanh nhân Việt kiều Úc Lê Hữu Quân, có ba con gái lần lượt là Queenie, Quinisha và Quianna, và một con trai là Q Junior.

## Sự nghiệp diễn xuất

### Phim truyền hình
| Năm  | Tựa Phim                     | Vai Diễn                       | Đóng Cặp                             | Kênh  | Ghi Chú |
| ---- | ---------------------------- | ------------------------------ | ------------------------------------ | ----- | ------- |
| 2008 | Cô gái xấu xí                | Bạn gái Tuấn                   |                                      | VTV3  |         |
| 2008 | Đam mê                       | Vân                            | Hoàng Anh & Khương Ngọc              | HTV9  |         |
| 2008 | Bò cạp tím                   | Thảo                           | Khương Ngọc                          | HTV9  |         |
| 2009 | Gia đình phép thuật (phần 1) | Mai Phương                     | Đại Nghĩa                            | HTV7  |         |
| 2009 | Dù gió có thổi               | Hương Giang                    | Quý Bình                             | HTV3  |         |
| 2010 | Lối sống sai lầm             | My                             | Hoà Hiệp, Hoàng Anh, Lương Thế Thành | HTV7  |         |
| 2010 | Tình như tia nắng            | Lý Lệ                          | Nguyên Vũ & Lê Phương                | THVL1 |         |
| 2011 | Lòng dạ đàn bà               | Ba Huyền                       | Cao Minh Đạt                         | HTV9  |         |
| 2011 | Tình yêu trong sáng          | Nguyệt Vy                      | Ngọc Thuận                           | HTV7  |         |
| 2011 | Sự thật vô hình              | Phương                         | Khương Ngọc                          | THVL1 |         |
| 2011 | Một thời ta đuổi bóng        | Quý Phi                        | Khương Thịnh                         | HTV7  |         |
| 2013 | Bờ bến lạ                    | Phương                         | Khương Ngọc                          | VTV9  |         |
| 2013 | Sông dài                     | Lượm                           | Quý Bình                             | VTV9  |         |
| 2013 | Mật mã chuông gió            | Gia Anh                        | Khương Thịnh                         | HTV9  |         |
| 2013 | Ván bài tình yêu             | Ngọc                           | Nguyên Vũ                            | HTV9  |         |
| 2014 | Điện thoại tình yêu          | Phương                         | Dương Hoàng Anh                      | HTV7  |         |
| 2015 | Ánh sáng thiên đường         | Thu Cúc / Thu Phương / Minh Vy | Minh Luân                            | HTV7  |         |
| 2015 | Nắng sớm mưa chiều           | Bích                           | Khương Thịnh                         | VTV9  |         |
| 2015 | Xin đừng quên                | Lam                            | Thanh Thức                           | HTV9  |         |
| 2016 | Danh vọng phù hoa            | Út Mây                         | Quang Tuấn                           | THVL1 |         |
| 2016 | Dòng nhớ                     | Thà                            | Hoàng Anh                            | THVL1 |         |
| 2021 | Canh bạc tình yêu            | Thanh Vân                      | Lương Thế Thành                      | THVL1 |         |

### Phim điện ảnh
| Năm  | Tựa phim                  | Vai diễn          | Đóng chung                                            | Ghi chú    |
| ---- | ------------------------- | ----------------- | ----------------------------------------------------- | ---------- |
| 2011 | Cô dâu đại chiến          | Mai Châu          | Huy Khánh & Đinh Ngọc Diệp                            |            |
| 2011 | Sài Gòn Yo!               | Mai               | Hà Hiền & Khương Ngọc                                 |            |
| 2012 | Thiên mệnh anh hùng       | Tuyên Từ Thái hậu | Huỳnh Đông & Midu                                     |            |
| 2012 | Scandal: Bí mật thảm đỏ   | Ý Linh            | Khương Ngọc & Maya                                    |            |
| 2013 | Crood                     | Eep Crood         | Isaac                                                 | Lồng tiếng |
| 2013 | Tiền chùa                 | Bích Quyên        | Khương Ngọc                                           |            |
| 2014 | Cô dâu đại chiến 2        | Mai Châu          | Bình Minh & Lan Phương                                |            |
| 2017 | Oán                       | An/Nhi            | Tim                                                   |            |
| 2018 | Chàng vợ của em           | Hà                | Phương Anh Đào                                        |            |
| 2018 | Hồn papa da con gái       | Bình              | Thái Hòa                                              |            |
| 2019 | Táo quậy                  | Quỷ Lửa           | Hứa Minh Đạt                                          |            |
| 2019 | Tìm chồng cho mẹ          | Thụy Du           | Khánh Như                                             |            |
| 2019 | Ngôi nhà bươm bướm        | Bà Vân            | Thành Lộc, Quang Minh                                 |            |
| 2019 | Ngốc ơi tuổi 17           | Hòa Trâm          | Minh Khải, Trúc Anh, Jun Vũ                           |            |
| 2022 | Chuyện ma gần nhà         | Bích/Út           | Mạc Can, Khả Như, Ngọc Hiệp, Trần Phong               |            |
| 2022 | Dân chơi không sợ con rơi |                   | Tiến Luật, Ngô Kiến Huy, Khương Ngọc                  |            |
| 2023 | Kẻ ẩn danh                |                   | Kiều Minh Tuấn, Quốc Trường, Mai Cát Vi, Mạc Văn Khoa |            |

### Phim ngắn
| Năm  | Tựa phim      | Vai diễn | Đóng chung    | Ghi chú                                         |
| ---- | ------------- | -------- | ------------- | ----------------------------------------------- |
| 2012 | Vẫn đợi em về | Trang    | Sơn Ngọc Minh | Phim ngắn "Vẫn đợi em về" của nhóm nhạc V.Music |

### Web Drama
| Năm  | Tựa phim          | Vai diễn | Đóng chung                | Ghi chú |
| ---- | ----------------- | -------- | ------------------------- | ------- |
| 2020 | Ông trùm Bùi Viện | Hồ Điệp  | Ưng Hoàng Phúc, Huy Cường |         |

### Đóng MV
| Năm  | Tựa                  | Ca sĩ          |
| ---- | -------------------- | -------------- |
| 2005 | Chờ                  | HKT            |
| 2007 | Anh về miền tây      | Quốc Đại       |
| 2009 | Ép duyên             | Vân Quang Long |
| 2012 | Vẫn đợi em về        | V.Music        |
| 2013 | Ngàn lần khắc tên em | Phan Đình Tùng |

### Kịch nói
- Té giếng
- Vợ chồng lệch tuổi
- Vợ chồng mộng mơ
- Dòng xoáy cuộc đời
- Cây bàng vuông
- Hồn Trương Phi, da Hàn Tỷ
- Ngôi nhà không có đàn ông
- Dạ cổ hoài lang
- Tiên Nga
- Lời thề định mệnh
- Dòng xoáy cuộc đời
- Mưu bà Tú
- Trà Hoa Nữ
- Mặt na tình yêu[17]
- Gươm lạc giữa rừng hoa
- Tía ơi má dìa
- Ngôi nhà không có đàn ông
- Giáng Hương (Sân khấu về khuya)
- Và nhiều vở kịch khác

## Chương trình truyền hình

### Dẫn chương trình
- Tôi làm Ngôi sao - VTV9
- Tôi yêu Việt Nam - VTV3
- Thế giới Điện Ảnh - VTC7
- Vietnam Top Hits - Yeah1TV (VTVCab17)
- Dr. Khỏe - THVL1
- Và nhiều chương trình khác

### Chương trình tham gia
| Năm         | Chương trình                                 | Vai trò                    |
| ----------- | -------------------------------------------- | -------------------------- |
| 2011        | Nhịp cầu nghệ sĩ - THVL1                     | Khách mời                  |
| 2012        | Bước nhảy hoàn vũ - VTV3                     | Đội chơi                   |
| 2012        | Đọ sức âm nhạc - HTV7                        | Đội chơi                   |
| 2013        | Tôi dám hát - SCTV2 & VTV6                   | Đội chơi                   |
| 2014        | Trò chơi âm nhạc - VTV3                      | Khách mời                  |
| 2014        | Đừng để tiền rơi - VTV3                      | Đội chơi                   |
| 2014        | Sống để yêu nhau - Yeah1TV (VTVCab17)        | Khách mời                  |
| 2014        | Cặp đôi hoàn hảo - VTV3                      | Đội chơi                   |
| 2015        | Lữ khách 24h - HTV7                          | Khách mời                  |
| 2015        | Danh hài đất Việt - THVL1                    | Diễn viên                  |
| 2017        | Là vợ phải thế - HTV7                        | Khách mời                  |
| 2017        | Thử tài siêu nhí - THVL1                     | Diễn viên                  |
| 2018        | Việt Nam tươi đẹp - HTV9                     | Khách mời                  |
| 2016 – 2018 | Ơn giời cậu đây rồi! - VTV3                  | Diễn viên                  |
| 2018        | 7 nụ cười xuân - HTV7                        | Khách mời                  |
| 2018        | Giọng ca bí ẩn - HTV7                        | Khách mời                  |
| 2019        | Nhanh như chớp nhí - HTV2                    | Người chơi                 |
| 2019        | Nhanh như chớp - HTV7                        | Người chơi                 |
| 2019        | Ký ức vui vẻ mùa 2 - VTV3                    | Khách mời (thập niên 2000) |
| 2019        | Không giới hạn - Sasuke Việt Nam mùa 5 -VTV3 | Khách mời                  |
| 2020        | Sức sống thanh xuân mùa 2 - HTV7             | Khách mời                  |
| 2020        | Con tôi vô số tội - MCV                      | Khách mời                  |
| 2020        | Chọn đâu cho đúng - VTV3                     | Người chơi                 |
| 2020        | Vượt thành chiến mùa 2 - VTV3                | Người chơi                 |
| 2020        | Ngôi sao đương thời                          | Diễn viên                  |
| 2021        | Ký ức vui vẻ mùa 3 - VTV3                    | Khách mời (thập niên 2000) |
| 2021        | Sức sống thanh xuân mùa 3 - HTV7             | Khách mời                  |
| 2021        | Lạ lắm à nha - VTV3                          | Ca sĩ                      |
| 2022        | Thử thách lớn khôn 2 - HTV7                  | Diễn viên                  |

- Và nhiều chương trình khác

### Giám khảo
| Năm  | Chương trình                          | Kênh     |
| ---- | ------------------------------------- | -------- |
| 2011 | Hãy xem tôi diễn – Let us show l      | VTV9     |
| 2015 | Liên hoan phim Việt Nam               | Cuộc thi |
| 2016 | Cười xuyên Việt: Tiếu lâm hội         | THVL1    |
| 2017 | Diễn viên bá đạo                      | VTV9     |
| 2017 | Gương mặt truyền hình                 | HTV9     |
| 2017 | Người bí ẩn                           | HTV7     |
| 2017 | Ca sĩ bí ẩn                           | HTV7     |
| 2018 | Giọng ca bí ẩn                        | VTV3     |
| 2018 | Đấu trường võ nhạc                    | HTV7     |
| 2019 | Tuyệt đỉnh song ca - Cặp đôi vàng nhí | THVL1    |
| 2019 | Ca sĩ bí ẩn                           | HTV7     |
| 2020 | Con nhà người ta                      | VTV3     |
| 2022 | Teen Models                           | Cuộc thi |
| 2023 | Hoa hậu Thế giới Việt Nam             | VTV2     |

- Và nhiều chương trình khác

## Ca khúc biểu diễn
| Năm  | Ca khúc                                        | Cùng với             |
| ---- | ---------------------------------------------- | -------------------- |
| 2011 | Nắng có còn xuân                               | Hát đơn              |
| 2012 | Cô Thắm về làng                                | Huỳnh Đông           |
| 2012 | Vẫn đợi em về                                  | Hát đơn              |
| 2012 | Hương sắc Việt Nam                             | Hát đơn              |
| 2014 | Liên khúc Tình Lúa Duyên Trăng                 | Hoàng Long           |
| 2014 | Gặp nhau làm ngơ                               | Huỳnh Đông           |
| 2014 | Trai tài gái sắc                               | Huỳnh Đông           |
| 2014 | Những trái tim Việt Nam                        | Top ca (100 nghệ sĩ) |
| 2015 | Mùa xuân cưới em                               | Nam Cường            |
| 2015 | My Everything                                  | Hát đơn              |
| 2016 | Thuyền hoa                                     | Lương Thế Thành      |
| 2016 | Mưa trên quê hương                             | Kim Cương            |
| 2017 | Người đã sang sông                             | Ngọc Thuận           |
| 2018 | Tơ duyên                                       | Huỳnh Đông           |
| 2020 | Người ơi ước hẹn kiếp mai (nhạc phim Dòng Nhớ) | Hát đơn              |
| 2023 | Cảm ơn                                         | Thanh Thức           |

## Vinh danh

### Giải thưởng
| Năm  | Giải Thưởng             | Hạng Mục                               | Tác Phẩm Đề Cử          | Kết Quả   |
| ---- | ----------------------- | -------------------------------------- | ----------------------- | --------- |
| 2010 | Giải Mai Vàng           | Nữ diễn viên phim truyền hình          | Lối sống sai lầm        | Đoạt giải |
| 2010 | Giải Mai Vàng           | Nữ diễn viên phim truyền hình          | Một thời ta đuổi bóng   | Đề cử     |
| 2012 | Giải Mai Vàng           | Nữ diễn viên điện ảnh - truyền hình    | Scandal: Bí Mật Thảm Đỏ | Đề cử     |
| 2012 | HTV Awards              | Nghệ sĩ thân thiện                     | —                       | Đoạt giải |
| 2013 | LHP Việt Nam Lần Thứ 18 | Nữ diễn viên chính xuất sắc nhất       | Scandal: Bí Mật Thảm Đỏ | Đoạt giải |
| 2014 | LHP Việt Nam Tại Pháp   | Nữ diễn viên chính xuất sắc nhất       | Scandal: Bí Mật Thảm Đỏ | Đoạt giải |
| 2014 | Giải Ngôi Sao Xanh      | Nữ diễn viên truyền hình xuất sắc nhất | Sông dài                | Đoạt giải |
| 2016 | Giải Mai Vàng           | Nữ diễn viên điện ảnh - truyền hình    | Dòng nhớ                | Đề cử     |

### Đại diện
- Năm 2011, Trang là gương mặt đại diện nước chủ nhà khoe sắc cùng 17 người từ các nước trong khu vực, tham dự sự kiện Duyên dáng truyền hình lần thứ 2, tổ chức tại Thành phố Hồ Chí Minh.
- Năm 2014, Trang đại diện Việt Nam làm đại sứ tham gia Liên hoan phim tại Hàn Quốc cùng diễn viên Yeo Jin-goo.
- Trang làm giám khảo Liên hoan phim Việt Nam 2015 đồng thời là giám khảo trẻ tuổi nhất trong lịch sử Liên hoan phim Việt Nam.